# Gaspare Altieri, I principe di Oriolo
Gaspare Altieri, I principe di Oriolo, già noto come Gaspare Paluzzi Albertoni, (Roma, 1650 – Roma, 9 aprile 1720), è stato un nobile italiano.

## Biografia
Gaspare nacque a Roma nel 1650, figlio di Angelo Paluzzi Albertoni, principe di Rasina, e di sua moglie Vittoria Parabiacca. Suo zio, fratello di suo padre, fu il celebre cardinale Paluzzo Paluzzi Albertoni che assunse anche il cognome di Altieri quando venne adottato come nipote da papa Clemente X nel 1670. Fu infatti proprio a causa del terrore per l'imminente estinzione in linea maschile della sua casata che papa Clemente, al secolo Emilio Altieri, beneficò questo cardinale consentendogli di assumere il suo cognome.
Lo stesso fece con Angelo Paluzzi Albertoni che dal 1670 ottenne di essere elevato al titolo di principe di Rasina e di mutare per sé e per la propria famiglia il proprio cognome in Altieri. Per consolidare il legame tra queste due famiglie e giustificare anche a livello genealogico l'assunzione del nuovo cognome, fu Clemente X stesso a organizzare il matrimonio tra sua nipote Laura Caterina Altieri e Gaspare, che era stato celebrato dallo stesso pontefice nel 1667 e che portò quindi alla fondazione della dinastia dei principi di Oriolo.
Gaspare ottenne, oltre al titolo, anche il feudo di Oriolo, posto a breve distanza da Viterbo, dove egli si impegnò particolarmente a favore delle esigenze della locale comunità: nel 1675 avviò la costruzione di una chiesa con annesso un convento affidati ai frati minori riformati e dedicato a Sant'Antonio da Padova. La concessione venne sottoscritta il 29 marzo con la fornitura da parte del principe del terreno necessario e di tutti i materiali per la costruzione, ma i frati avrebbero costruito in totale autonomia di manovalanza. Nel 1708 Gaspare Altieri dotò il feudo di Oriolo anche di un macello che venne dato in affitto a terzi con l'obbligo di retribuire ogni mese 75 chilogrammi di carne al locale convento dei frati minori.
Amante delle arti e forte della propria posizione, dopo il ritrovamento della Tomba dei Nasoni a Roma ottenne il permesso da papa Clemente X di poterne asportare alcuni affreschi su tufo e di porli nella propria villa sull'Esquilino così da salvarli dall'ambiente inadatto in cui si trovavano e preservarli successivamente, grazie anche alla collaborazione del celebre storico e scrittore d'arte Giovanni Pietro Bellori. Dei tre pannelli, quello nel quale è raffigurato un Edipo, venne osservato anche da Johann Joachim Winckelmann nella seconda metà del Settecento ed ivi rimasero sino alla prima metà dell'Ottocento quando scomparvero misteriosamente.
Morì a Roma nel 1720.

## Matrimonio e figli
Gaspare sposò a Roma nel novembre 1667 Laura Caterina Altieri (4 gennaio 1652 - 28 marzo 1720), figlia di Antonio Maria Altieri, e di sua moglie, la contessa Maria Virginia Carpegna. Da questo matrimonio nacquero i seguenti figli:
- Antonio (8 marzo 1669 - 18 marzo 1669)
- Emilio (1670 - 1721), II principe di Oriolo, sposò Costanza Chigi
- Lorenzo (1671 - 1741), cardinale
- Giovanni Battista (1673 - 1740), cardinale
- Girolamo Antonio (1676 -  1762), III principe di Oriolo, sposò Maria Maddalena Borromeo Arese

## Albero genealogico
|                                                          |   |                                                         | Genitori                                                |  |  | Nonni |  |  | Bisnonni                                    |  |  | Trisnonni        |  |
|                                                          |   |                                                         |                                                         |  |  |       |  |  | Baldassarre Albertoni, I marchese di Rasina |  |  | Angelo Albertoni |  |
|                                                          |   |                                                         |                                                         |  |  |       |  |  | Baldassarre Albertoni, I marchese di Rasina |  |  | Angelo Albertoni |  |
|                                                          |   | Tarquinia Jacovacci                                     |                                                         |  |  |       |  |  | Baldassarre Albertoni, I marchese di Rasina |  |  |                  |  |
| Antonio Albertoni, II marchese di Rasina                 |   |                                                         |                                                         |  |  |       |  |  | Baldassarre Albertoni, I marchese di Rasina |  |  |                  |  |
|                                                          |   | Clarice Bonfilioli                                      | …                                                       |  |  |       |  |  |                                             |  |  |                  |  |
|                                                          |   | Clarice Bonfilioli                                      | …                                                       |  |  |       |  |  |                                             |  |  |                  |  |
|                                                          |   | Clarice Bonfilioli                                      | …                                                       |  |  |       |  |  |                                             |  |  |                  |  |
| Angelo Paluzzi Albertoni Altieri, III marchese di Rasina |   | Clarice Bonfilioli                                      |                                                         |  |  |       |  |  |                                             |  |  |                  |  |
|                                                          |   | Orazio II di Carpegna, conte di Carpegna e di Scavolino | Giovanni III di Carpegna, conte di Carpegna e Scavolino |  |  |       |  |  |                                             |  |  |                  |  |
|                                                          |   | Orazio II di Carpegna, conte di Carpegna e di Scavolino | Giovanni III di Carpegna, conte di Carpegna e Scavolino |  |  |       |  |  |                                             |  |  |                  |  |
|                                                          |   | Orazio II di Carpegna, conte di Carpegna e di Scavolino | Beatrice Landriani                                      |  |  |       |  |  |                                             |  |  |                  |  |
| Laura di Carpegna                                        |   | Orazio II di Carpegna, conte di Carpegna e di Scavolino |                                                         |  |  |       |  |  |                                             |  |  |                  |  |
|                                                          |   | Laura Passionei                                         | Gianfranco Passionei                                    |  |  |       |  |  |                                             |  |  |                  |  |
|                                                          |   | Laura Passionei                                         | Gianfranco Passionei                                    |  |  |       |  |  |                                             |  |  |                  |  |
|                                                          |   | Laura Passionei                                         | …                                                       |  |  |       |  |  |                                             |  |  |                  |  |
| Gaspare Altieri, I principe di Oriolo                    |   | Laura Passionei                                         |                                                         |  |  |       |  |  |                                             |  |  |                  |  |
|                                                          | … | …                                                       |                                                         |  |  |       |  |  |                                             |  |  |                  |  |
|                                                          | … | …                                                       |                                                         |  |  |       |  |  |                                             |  |  |                  |  |
|                                                          | … | …                                                       |                                                         |  |  |       |  |  |                                             |  |  |                  |  |
| …                                                        | … |                                                         |                                                         |  |  |       |  |  |                                             |  |  |                  |  |
|                                                          |   | …                                                       | …                                                       |  |  |       |  |  |                                             |  |  |                  |  |
|                                                          |   | …                                                       | …                                                       |  |  |       |  |  |                                             |  |  |                  |  |
|                                                          |   | …                                                       | …                                                       |  |  |       |  |  |                                             |  |  |                  |  |
| Vittoria Parabiacca                                      |   | …                                                       |                                                         |  |  |       |  |  |                                             |  |  |                  |  |
|                                                          |   | …                                                       | …                                                       |  |  |       |  |  |                                             |  |  |                  |  |
|                                                          |   | …                                                       | …                                                       |  |  |       |  |  |                                             |  |  |                  |  |
|                                                          |   | …                                                       | …                                                       |  |  |       |  |  |                                             |  |  |                  |  |
| …                                                        |   | …                                                       |                                                         |  |  |       |  |  |                                             |  |  |                  |  |
|                                                          |   | …                                                       | …                                                       |  |  |       |  |  |                                             |  |  |                  |  |
|                                                          |   | …                                                       | …                                                       |  |  |       |  |  |                                             |  |  |                  |  |
|                                                          |   | …                                                       | …                                                       |  |  |       |  |  |                                             |  |  |                  |  |
|                                                          |   | …                                                       |                                                         |  |  |       |  |  |                                             |  |  |                  |  |